# Mycetophila golbachiani
Mycetophila golbachiani är en tvåvingeart som beskrevs av Duret 1987. Mycetophila golbachiani ingår i släktet Mycetophila och familjen svampmyggor. Inga underarter finns listade i Catalogue of Life.